# Гогохия, Владимир Ахлоевич
Владимир Ахлоевич Гогохия (1894— неизвестно) — председатель колхоза имени Сталина Гальского района Абхазской АССР, Грузинская ССР. Герой Социалистического Труда (21.02.1948).

## Биография
Родился в 1894 году в селе Баргеби Сухумского округа Кутаисской губернии (ныне — Гальский район Республика Абхазия) в семье крестьянина. Грузин.
В 1927 году вступил в ряды ВКП(б)/КПСС.
С началом в Грузинской ССР коллективизации сельского хозяйства Владимир Ахлоевич принимал активное участие в становлении колхозов в ССР Абхазия (с 1931 года — Абхазская АССР), возглавил колхоз «Пирвели Баргеби» (в последующем — имени Сталина) Гальского района.
За успешное выполнение заданий Правительства по развитию сельского хозяйства и производству различных видов сельхозпродукции в период Великой Отечественной войны в 1944 году председатель колхоза награждён орденом Трудового Красного Знамени.
По итогам работы первые послевоенные годы 4-й пятилетки (1946—1950) колхоз, возглавляемый В. А. Гогохия, продолжал оставаться в числе передовых хозяйств Грузинской ССР.
После неурожайного из-за засухи 1946 года в следующем, 1947 году тружениками колхоза имени Сталина Гальского района получен урожай кукурузы 93,5 центнера с гектара на площади 64 гектара, что явилось наилучшим показателем среди колхозов Гальского района.
Указом Президиума Верховного Совета СССР от 21 февраля 1948 года за получение высоких урожаев кукурузы и пшеницы в 1947 году Гогохия Владимиру Ахлоевичу присвоено звание Героя Социалистического Труда с вручением ордена Ленина и золотой медали «Серп и Молот».
Этим же Указом званием Героя Социалистического Труда были также награждены двадцать тружеников колхоза, в том числе бригадиры Аполлон Зосимович Гогохия, Валериан Викторович Микава, Дзуку Михайлович Ригвава, Иродион Качалович Харчилава, Эраст Кутаевич Чаава, звеньевые Иосиф Алексеевич Акубардия, Джига Павлович Бутбая, Гадза Дзугуевич Гогохия, Чичико Дзугуевич Гогохия, Джого Бардзикиевич Дзандзава, Владимир Тагуевич Заркуа, Алексей Викторович Микава, Аполлон Сейдукович Микава, Хухути Авксентьевич Тодуа, Александр Николаевич Харчилава, Валериан Иосифович Харчилава, Калистрат Дианозович Шамугия, Акакий Дзвариевич Шенгелия, Александра Караевна Шония и Владимир Итоевич Шония.
Одна из колхозных бригад, которой руководил Ригвава Дзуку Михайлович, получила наивысший в Грузии урожай кукурузы по 136,3 центнера с гектара.
В последующие годы колхоз имени Сталина под его руководством продолжал получать высокие урожаи кукурузы, табака и чайного листа. В 1949 году за получение высоких урожаев кукурузы Владимир Гогохия награждён вторым орденом Ленина, а двое звеньевых его колхоза Заркуа Лади Тагуевич, Силогава Николай Алексеевич и колхозница Лиусия Теймуразовна Силогава стали Героями Социалистического Труда. 
В 1950 году его колхоз добился новых высоких урожаев кукурузы и пшеницы и его председатель Владимир Гогохия награждён третьим орденом Ленина.
Избирался депутатом Верховного Совета Абхазской АССР 2-го и 3-го созывов (1947—1954) и заместителем его Председателя.
Неоднократный участник Выставки достижений народного хозяйства (ВДНХ).
Проживал в родном селе Квемо-Баргеби Гальского района. Дата его кончины не установлена.
Награждён 3 орденами Ленина (21.02.1948; 03.05.1949; 03.07.1950), орденом Трудового Красного Знамени (07.01.1944), медалями, в том числе «За оборону Кавказа» (01.05.1944).

## Награды
- Золотая медаль «Серп и Молот» (03.05.1949)
- орден Ленина (21.02.1948)
- орден Ленина (03.05.1949)
- орден Ленина (03.07.1950)
- орден Трудового Красного Знамени  (07.01.1944)
- Медаль «За оборону Кавказа»
- Медаль «В ознаменование 100-летия со дня рождения Владимира Ильича Ленина» (6 апреля 1970)
- Медаль «За доблестный труд»
- Медаль «За победу над Германией в Великой Отечественной войне 1941—1945 гг.» (9 мая 1945[2])
- Юбилейная медаль «Двадцать лет Победы в Великой Отечественной войне 1941—1945 гг.» (7 мая 1965[3])
- Медаль «Ветеран труда»
- Медаль «30 лет Советской Армии и Флота»[4]
- Юбилейная медаль «50 лет Вооружённых Сил СССР» (26 декабря 1967[5])
- Знак МО СССР «25 лет Победы в Великой Отечественной войне» (24 апреля 1970)